# Magica
Magica — восьмой студийный альбом группы Dio, выпущенный в 2000 году на лейбле Spitfire Records. Релиз занял 13 место в американских чартах Top Independent Albums и хорошо продавался в Европе. Альбом является концептуальным.

## Работа над альбомом
Группа не имела какого-то отведённого периода времени, чтобы обдумать создание будущего альбома, так как находилась в турне. После же турне Дио сочинил 3-4 композиции и показал их Крэйгу Голди, который проникся музыкой и вскоре группа начала создавать остальной материал, который был уже готов через пять недель. Запись альбома производилась в студии Total Access Studio, расположенной в Редондо-Бич. Группа попыталась не использовать отголоски прошлых релизов Dio, а сделать звучание совершенно необычным. Все композиции были написаны Ронни Джеймсом Дио и Крэйгом Голди.

## Перемены в составе
В альбоме сыграл возвратившийся в состав группы гитарист Крэйг Голди (ранее он принимал участие в записи композиции «Time To Burn» с EP Intermission 1986 года, а также альбома Dream Evil 1987 года). Крэйг заменил собой ушедшего гитариста Трейси Джи:

Задумка сделать такой альбом родилась давно, ещё в те времена, когда я играл вместе с гитаристом Трейси Джи. Но так получилось, что остальные музыканты не смогли ужиться и сыграться с Трейси. Он талантливый, но в то же время очень своеобразный музыкант. Трейси является сторонником современного шумного саунда, что для нашей компании, любящей старое звучание, было не совсем приемлемо. Короче, как я ни старался, но так и не смог подружить Трейси с ребятами, и нам пришлось, к моему великому сожалению, с ним расстаться, — Ронни Джеймс Дио.
Помимо этого место ударника, взамен ушедшего Винни Апписи, занял Саймон Райт, который ранее принимал участие в записи альбома Lock Up the Wolves 1990 года. Место басиста занял Джимми Бэйн (заменил Ларри Деннисона), который до этого проходил курс реабилитации, а после позвонил жене Дио и менеджеру группы Вэнди Дио и договорился об участии в записи альбома.

## Концепция
В этом альбоме много действующих лиц. Поэтому на нём слышно много чужих голосов, помогающих людям вникнуть в его суть. Это была хорошая работа, и мы полностью удовлетворены полученным результатом. Здесь нет никакого сумасшествия.— Ронни Джеймс Дио.
Концептуально альбом рассказывает фантастическую историю. В далёкой галактике на планете Blessing (рус. Благословение) существовал особый общественный строй, подразделяющий всех жителей, а также всю территорию планеты на две части. В первую входили мирные и добрые гуманоиды, которые обладали секретным знанием, почерпнутым ими из Книги Магии. Все свои знания гуманоиды использовали исключительно для мирных целей. Правителем этой части населения планеты был мудрый Эриэл, который и охранял Книгу. Другая часть населения проживала на территории, именуемой Otherworld (рус. Другой мир). Данная часть жителей являлась антагонистом первой, а её правителем был инопланетянин по прозвищу Shadow Cast (рус. Бросающий тень), желавший захватить священную Книгу и повелевать всей планетой. Кроме этого, Бросающий тень желал захватить энергетику всех гуманоидов и соединить её в один большой шар, благодаря чему, используя силу своего разума и неких секретных манипуляций, он мог использовать эту энергетику для своих целей.
В это время Эриэл за годы безмятежного мира ослабил контроль за безопасностью Книги, чем вскоре и воспользовался Бросающий тень: во время священных праздников гуманоидов он и его сообщники напали на гуманоидов и захватили Книгу. Эриэл и его народ были порабощёны. Однако, перед тем как Книга Магии была захвачена и сожжена, верховный гуманоид успел выучить все заклинания. Но перед тем, как использовать их силу необходимо было дождаться прошествия трёх дней с момента уничтожения Книги. В это же время всех гуманоидов согнали в самое отвратительное место Другого мира и начали собирать в энергетический шар всю их положительную энергию. Не дождавшись прошествия трёх дней, Эриэл передал тайну Книги Магии 17-летнему юноше Чаллису (Эриэл после был казнён), который, в назначенный час своей казни, попросил последнее слово и вместо него успел проговорить одно из заклинаний, вернувшему на их планету прошлый порядок: оставшиеся в живых гуманоиды вернулись к своей прошлой жизни, Бросающий тень был изгнан с планеты, а Чаллис стал новым правителем.
Также в истории упоминается, что Эриэл в молодости был влюблен в девушку по имени Анника, но позднее сделал выбор в пользу защиты своей земли, отказавшись от семейной жизни. Впоследствии оказывается, что Чаллис — его сын, чья тайна рождения бережно скрывалась его матерью.

## Список композиций
Слова и музыка всех песен — Ронни Джеймс Дио и Крейг Голди, кроме отмеченных. "The Magica Story" не содержит музыки и представляет собой устное повествование Дио.
| №   | Название                         | Автор(ы) | Длительность |
| --- | -------------------------------- | -------- | ------------ |
| 1.  | «Discovery»                      | Dio      | 0:54         |
| 2.  | «Magica Theme»                   | Dio      | 1:16         |
| 3.  | «Lord of the Last Day»           | Dio      | 4:04         |
| 4.  | «Fever Dreams»                   | Dio      | 4:37         |
| 5.  | «Turn to Stone»                  |          | 5:19         |
| 6.  | «Feed My Head»                   |          | 5:39         |
| 7.  | «Eriel»                          |          | 7:25         |
| 8.  | «Challis»                        |          | 4:22         |
| 9.  | «As Long as It's Not About Love» |          | 6:28         |
| 10. | «Losing My Insanity»             |          | 5:04         |
| 11. | «Otherworld»                     |          | 4:56         |
| 12. | «Magica (Reprise)»               | Dio      | 1:53         |
| 13. | «Lord of the Last Day (Reprise)» | Dio      | 1:44         |
| 14. | «Magica Story»                   |          | 18:23        |

| №  | Название                                                 | Длительность |
| -- | -------------------------------------------------------- | ------------ |
| 1. | «The Magica Story»                                       | 18:23        |
| 2. | «Annica»                                                 | 3:42         |
| 3. | «Electra»                                                | 6:22         |
| 4. | «Feed My Head (official live bootleg)»                   | 5:43         |
| 5. | «Fever Dreams (official live bootleg)»                   | 4:17         |
| 6. | «Lord of the Last Day (official live bootleg)»           | 4:08         |
| 7. | «As Long as It's Not About Love (official live bootleg)» | 5:34         |
| 8. | «Losing My Insanity (official live bootleg)»             | 4:04         |

Композиция 4 была записана 29 марта 2000 года в Голливуде; композиции 5 и 6 — в декабре 2002 года в Нью-Йорке; композиции 7 и 8 — 29 апреля 2000 года в Нью-Йорке.
| №   | Название                              | Длительность |
| --- | ------------------------------------- | ------------ |
| 1.  | «Discovery»                           | 1:14         |
| 2.  | «Magica»                              | 1:19         |
| 3.  | «Lord of the Last Day»                | 3:53         |
| 4.  | «Fever Dreams»                        | 4:07         |
| 5.  | «Feed My Head»                        | 5:23         |
| 6.  | «Eriel»                               | 7:21         |
| 7.  | «Challis»                             | 4:10         |
| 8.  | «Losing My Insanity»                  | 3:58         |
| 9.  | «Otherworld»                          | 9:16         |
| 10. | «Electra» (студийная композиция)      | 6:26         |
| 11. | «Magica Story» (студийная композиция) | 18:26        |

Композиции 1-9 были записаны на концерте 31 марта 2001 года в Буэнос-Айрес, Аргентина. Композиция «Feed My Head» не была включена в цифровые релизы.

## Участники записи
- Ронни Джеймс Дио — вокал
- Крэйг Голди — гитара
- Джимми Бэйн — бас
- Скотт Уоррен — клавишные
- Саймон Райт — ударные